# Сан-Хосе-Чинантекилья
Сан-Хосе-Чинантекилья (исп. San José Chinantequilla) — посёлок в Мексике, штат Оахака, муниципалитет Тотонтепек Вилья-де-Морелос. В 2005 году численность населения составила 463 человека.
Основной вид деятельности местного населения — это производство и продажа кофе, коньяка, а также сельское хозяйство и торговля.

## Галерея

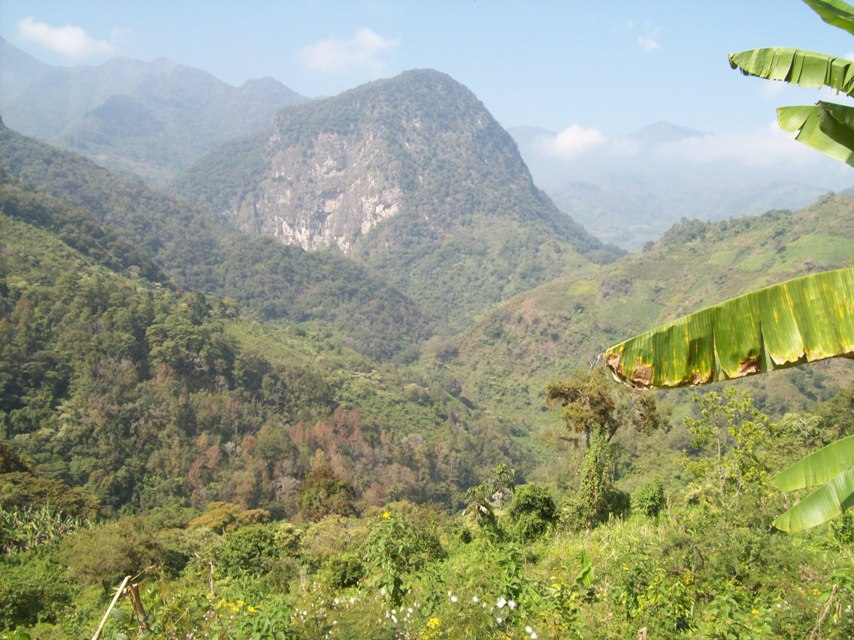
Гора Алгодон
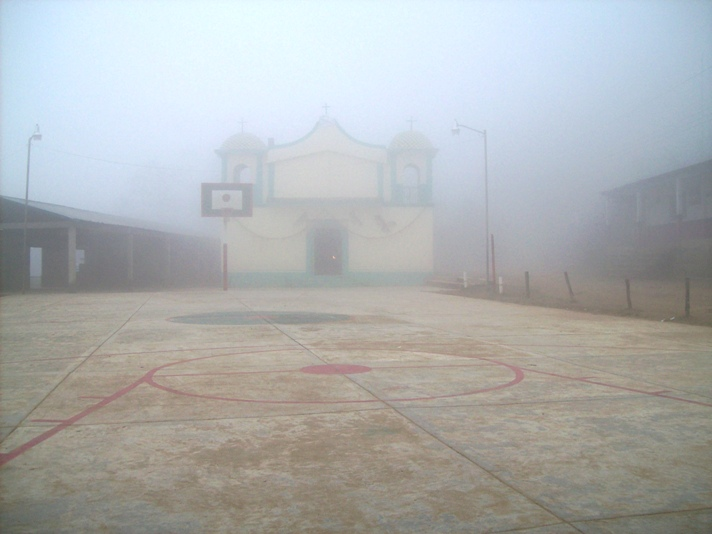
Школьный двор в Чинантекуилле
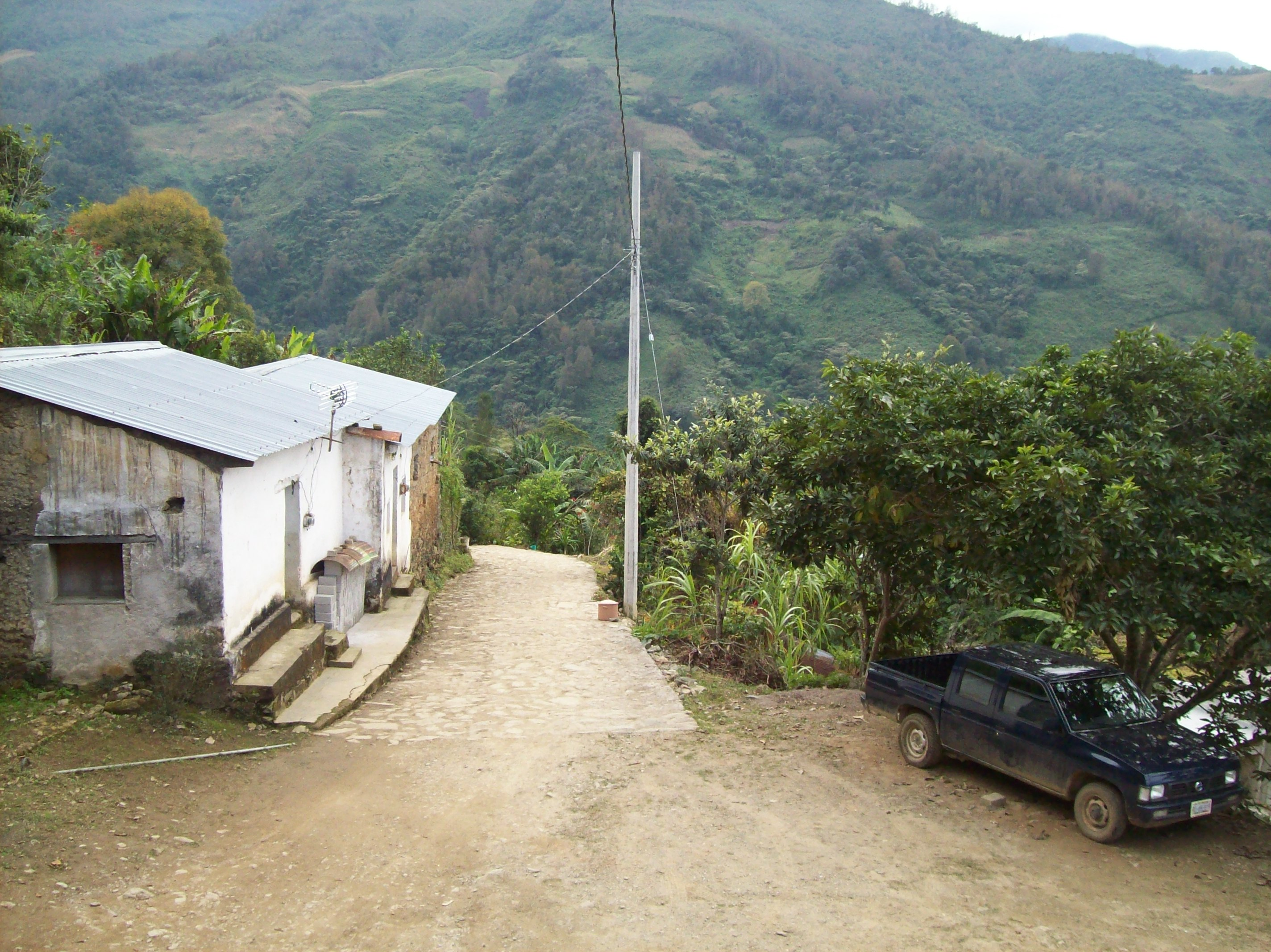
Открывающиеся виды из посёлка
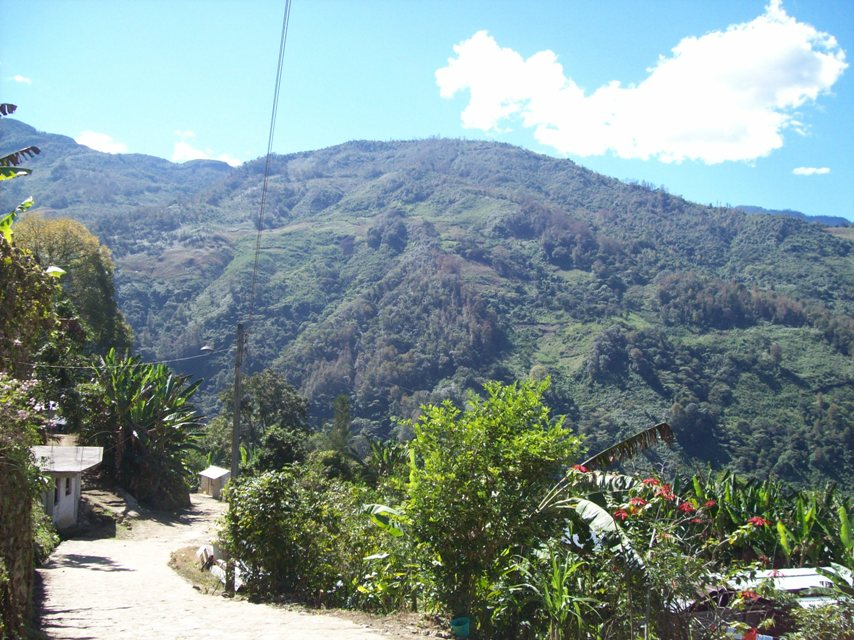
На въезде в посёлок